# Mercat interior de la Unió Europea

Bandera de la Unió Europea

El mercat interior de la Unió Europea, també conegut com a mercat únic europeu o mercat comú europeu, és un dels instruments d'integració econòmica de la Unió, consistent en l'establiment d'un mercat comú entre els estats membres. En aquest mercat únic circulen lliurement els béns, serveis i capitals i les persones i, en el seu interior, els ciutadans de la Unió poden viure, treballar, estudiar o fer negocis amb llibertat.
El mercat interior apareix esmentat en l'article 3.3 del Tractat de la Unió Europea com un dels objectius que ha d'assolir l'UE. Així mateix, l'article 26.1 del Tractat de funcionament de la Unió Europea assenyala que la Unió adoptarà les mesures destinades a establir el mercat interior o a garantir el seu funcionament.

## Història

### Tractat de la Comunitat Europea del Carbó i de l'Acer
Des de la creació, el 1951, de la Comunitat Europea del Carbó i de l'Acer (CECA), germen de l'actual Unió Europea, el procés d'integració econòmica ha estat el motor principal al voltant del que s'ha construït una progressiva integració política.
D'acord amb la Declaració Schuman, hauria d'establir-se un espai de mercat comú entre França i Alemanya, que impliqués la lliure circulació de mercaderies, capitals i treballadors. No va ser casualitat que s'escollís el sector del carbó i de l'acer per fer aquest primer pas, tenint en compte que la producció francoalemanya es complementava, revestint el sector una especial importància en el context de la reconstrucció europea després de la Segona Guerra Mundial.
D'altra banda, l'experiment CECA es completava amb dos principis fonamentals. Les creació d'institucions supranacionals (no merament intergovernamentals) per al control de la nova Comunitat; i l'obertura a l'adhesió d'altres països, a més a més d'Alemanya i França. Cal assenyalar que a aquesta última crida respondrien Bèlgica, els Països Baixos, Luxemburg i fins i tot Itàlia, malgrat que era deficitària tant en la producció de carbó com en la producció d'acer.

### Tractat de la Comunitat Econòmica Europea
Malgrat tot, la pretensió d'establir un mercat comú més enllà del sector del carbó i de l'acer hauria d'esperar fins a 1957, data on es van signar els Tractats de Roma, pels que es van establir la Comunitat Econòmica Europea -a més a més de la Comunitat Europea de l'Energia Atòmica-.
El nou Tractat de la Comunitat Econòmica Europea ja establia amb claredat les quatre bases del mercat interior europeu. Juntament amb les llibertats de circulació de mercaderies, treballadors i capitals, que recollia la Comunitat Europea del Carbó i de l'Acer; la Comunitat Econòmica Europea va recollir la lliure circulació de serveis, tancant així el cercle de les conegudes «Quatre Llibertats Fonamentals».
Malgrat tot, cal no confondre les pretensions i objectius dels Tractats constitutius, amb l'abast real a l'hora d'aconseguir un veritable mercat intern, lliure de traves, entre els països membres.

### Acta Única Europea
La gradual consecució d'un mercat interior europeu va portar a incloure a l'Acta Única Europea, de 1986, una menció a la data en què s'hauria d'assolir aquest objectiu.
Les «Quatre Llibertats», solament s'aconseguirien satisfactòriament les que fan referències a la lliure circulació de treballadors, mercaderies i capitals. La teòrica lliure prestació de serveis va oferir, malgrat tot, d'altres problemes d'aplicació pràctica.

### Tractat de Maastricht
L'establiment de la Unió Europea, el 1992, suposaria un abans i un després per al mercat interior, que deixava de ser un objectiu en si, per ser part de l'anomenada Unió Econòmica i Monetària, procés d'integració més ampli que hauria de culminar amb l'establiment d'una moneda única.
La consecució del mercat interior es donava per assolida, deixant de banda les deficiències que encara haurien de ser reparades amb posterioritat, especialment pel que fa a l'eliminació de barreres, tant jurídiques com socials, que afectaven la llibertat de prestació de serveis.

### Tractat d'Amsterdam
El 1997, el tractat d'Ámsterdam va modificar unes certes parts del Tractat de la Unió Europea, relatives al mercat interior. Malgrat tot, les alteracions pertocaven més la forma que el fons, de manera que bàsicament es va simplificar el text mitjançant l'eliminació de disposicions transitòries que ja mancaven de sentit.
El 2001, es va signar el Tractat de Niça, que essencialment es va dedicar a ajustar les Institucions de la Unió, i que va tenir escassa rellevància per als principis del mercat interior. D'altra banda, el 2004 es va produir el frustrat Tractat pel qual s'establix una Constitució per a Europa, així com l'aprovació de la important Directiva Bolkestein.
També coneguda com a Directiva de Serveis, la Directiva Bolkestein pretenia aprofundir en el mercat comú de serveis, àmpliament travat pels condicionants legals i socials inherents a aquest important sector econòmic.
Així doncs, la Directiva va buscar assolir un marc de no discriminació per nacionalitat, de seguretat jurídica i de simplificació administrativa, amb vista a facilitar l'establiment dels prestadors de serveis en altres països membres.

### Tractat de Lisboa
Després de la signatura del Tractat de Lisboa, el 2007, es van produir lleugeres modificacions relatives a la denominació dels Tractats i Institucions.
Junt amb els mencionats retocs formals, el Tractat de Lisboa va establir tres classes de matèries on poden intervenir les Institucions de la Unió Europea: les de competència exclusiva de l'UE, les de competència compartida amb els països membres, i les de competència dels països membres amb suport de l'UE.
D'aquesta manera, respecte al mercat interior, seran competència exclusiva de la Unió Europea, no podent intervenir els Estats:
- les matèries que fan referència a unió duanera;
- l'establiment de les normes sobre competència necessàries per al funcionament del mercat interior;
- la política monetària de la zona euro;
- la política comercial comuna.

Deixant de banda les competències exclusives, s'atribueix una competència compartida residual a tot el que té relació amb el mercat interior. Així, la regulació del mercat interior només correspondrà als Estats membres en els aspectes en què no existeixi regulació comunitària.

## Elements
El mercat interior pretén ser un espai lliure de fronteres i barreres entre els diferents Estats. A aquest efecte, el sistema descansa sobre una sèrie d'elements bàsics, que configuren un marc jurídic per fer possible l'efectiva realització d'un mercat interior.
Entre aquests elements, cal destacar el que s'ha denominat «Quatre Llibertats Fonamentals», integrades per la lliure circulació de mercaderies, treballadors, serveis i capitals. Amb relació a les mencionades llibertats, els Tractats han distingit l'anomenat dret d'establiment.
Igualment, el mercat interior es recolza sobre les polítiques comunes, entre les que es pot destacar la política de transports; de competència; d'agricultura,  de pesca; i la política Comercial Comuna.

### Quatre Llibertats
Les Quatre Llibertats Fonamentals comprenen, en primer lloc, la nomenada unió duanera, és a dir, la lliure circulació de mercaderies dintre del mercat interior. Juntament amb aquesta primera llibertat, potser la més important de totes, se n'inclouen d'altres tres, a saber, la lliure circulació de treballadors, de serveis i de capitals.
Les mencionades llibertats són definides de forma negativa pel Tractat de Funcionament de la Unió Europea, és a dir, són conceptuades basant-se en la prohibició de restringir la seva lliure circulació.

### Lliure circulació de mercaderies
La lliure circulació de mercaderies suposa l'establiment d'una unió duanera que abastarà la totalitat dels intercanvis de mercaderies i que implicarà la prohibició, entre els Estats membres, dels drets aranzelaris d'importació i exportació. En igual sentit, s'estableix l'adopció d'un aranzel duaner comú a les seves relacions amb tercers països. Des de l'1 de gener de 1993, es va suprimir el Document Únic Administratiu (DUA), amb caràcter general, per als intercanvis intracomunitaris.

### Lliure circulació de treballadors
La lliure circulació de treballadors s'estableix en l'article 45.1 del Tractat de Funcionament de la Unió Europea. Es prohibeix taxativament la discriminació per raó de nacionalitat respecte de la feina, la retribució i les altres condicions de treball, establint-se expressament els drets de desplaçament, residència i permanència dels treballadors comunitaris, i excloent de la mencionada regulació als empleats de les Administracions Públiques.

### Lliure circulació de serveis
La lliure circulació de serveis és definida al Tractat de Funcionament de la Unió Europea. Així, el reconeixement de la mencionada llibertat es realitza mitjançant l'exclusió de les restriccions a la lliure prestació de serveis dintre de la Unió per als nacionals dels Estats membres establerts en un Estat membre que no sigui el del destinatari de la prestació.
Així doncs, la lliure circulació de serveis inclou dos supòsits essencials. El primer, relatiu a la prestació d'un servei al país d'establiment del prestador, el destinatari del qual no és nacional del mencionat país, sinó d'un altre Estat membre. I el segon, amb referència a la prestació d'un servei en un país diferent a aquell en què estigui establert el prestador. En aquest cas, el prestador no estarà obligat a exercir el seu dret d'establiment al país membre per poder prestar el servei, estant suficient en complir les mateixes condicions que el país membre receptor del servei que imposa als seus nacionals.

### Lliure circulació de capitals
La lliure circulació de capitals és definida pel Tractat de Funcionament de la Unió Europea. De forma paral·lela, s'esmenta la lliure circulació de pagaments, que donada la seva naturalesa, rep idèntica regulació que la de capitals.
Així doncs, per norma general es prohibeix qualsevol restricció als moviments de pagaments i capitals, tant entre Estats membres, com entre països extracomunitaris i Estats membres.
Es preveuen, malgrat tot, algunes excepcions com la prohibició de restringir els moviments de pagaments i capitals. En primer lloc, subsisteixen les restriccions anteriors al 31 de desembre de 1993, existents entre països extracomunitaris i Estats membres, i relatives a inversions directes, incloses les immobiliàries, l'establiment, la prestació de serveis financers o l'admissió de valors als mercats de capitals.
També cal destacar el supòsit en el qual el Consell de la Unió Europea decideix, per unanimitat, retrocedir a l'alliberació dels moviments de capitals entre tercers països i Estats membres. El mencionat acte s'adoptarà mitjançant un procediment legislatiu especial, que inclou la consulta al Parlament Europeu.

### Política comercial comuna
L'establiment d'una política comercial comuna és la conseqüència lògica de la posada en pràctica d'una Unió Duanera de la Unió Europea. Al no existir barreres comercials entre els Estats membres, la regulació dels intercanvis comercials amb països extracomunitaris ha d'ésser uniforme.
Així mateix, la competència per establir la política comercial comuna recaurà en exclusiva sobre les, dins del marc dels principis i objectius de l'acció exterior de la Unió.
El Tractat de Funcionament de la Unió Europea inclou expressament, dins del concepte de política comercial, els següents supòsits:
- Les modificacions aranzelàries.
- La celebració d'acords aranzelaris i comercials relatius als intercanvis de mercaderies i de serveis.
- Els aspectes comercials de la propietat intel·lectual i industrial.
- Les inversions estrangeres directes.
- La uniformitat de les mesures de liberalització.
- La política d'exportació.
- Les mesures de protecció comercial, especialment dumping i subvencions.